# The Music of the Night
«The Music of the Night» («Музыка ночи») — песня Эндрю Ллойда Уэббера (музыка) и Чарльза Харта (слова) из их мюзикла «Призрак оперы» (впервые поставленного в 1986 году на лондонском Вест-Энде в Театре Её Величества).
Первым исполнителем песни на сцене был британский актёр Майкл Кроуфорд, игравший Фантома в первой постановке.
Мелодия «Музыки ночи» ранее использовалась Эндрю Ллойдом Уэббером для другой песни — «Married Man» из так и не увидевшего свет мюзикла «Аспекты любви».

## Сюжет
Майклу Кроуфорду удалось запечатлеть «жутковатое безумие» Фантома в оригинальном исполнении песни.